# Вулиця Юрія Лаврова
Ву́лиця Ю́рія Лавро́ва — вулиця в Голосіївському районі міста Києва, місцевість Віта-Литовська. Пролягає від Бродівської вулиці до кінця забудови (озеро).

## Історія
Вулиця виникла на початку 2010-х років під проектною назвою Лінія 5. Сучасна назва на честь радянського актора і режисера Юрія Лаврова — з 2011 року.